# Christophoros Lekapenos
Christophoros Lekapenos (eigenlijk Lakapenos; Grieks: Χριστόφορος Λακαπήνος) (±900-931) was van 921 tot 931 medekeizer van Byzantium.

## Leven
De veldheer Christophoros was de oudste zoon van Romanos I Lekapenos, die in 920 ten koste van de legitieme keizer Constantijn VII Porphyrogennetos "hoofdkeizer" werd. In 921 werd hij als oudste zoon medekeizer; zijn broers Stephanos en Constantijn (VIII) volgden in 924. Zijn vrouw, een zekere Sophia, werd na de dood van zijn moeder Theodora in 923 tot keizerin gekroond. Van de vijf keizers - Romanos, Constantijn VII, Christophoros, Stephanos en Constantijn (VIII) - verklaarde Romanos hem in 927 tot op twee na hoogste in rang. Hij stierf echter voor hij zijn vader kon opvolgen. Zijn dochter Maria huwde in 927 met tsaar Peter I van Bulgarije. Een zoon, Michaël, werd na de val van de Lekapenen clericus.